# Orchesia piceofasciata
Orchesia piceofasciata is een keversoort uit de familie zwamspartelkevers (Melandryidae). De wetenschappelijke naam van de soort werd in 1953 gepubliceerd door Maurice Pic.